# Афродита Анадиомена

Сандро Боттичелли, «Рождение Венеры», ок. 1485, Уффици, Флоренция

Афродита Анадиомена (др.-греч. Ἀφροδίτη Ἀναδυομένη, «выныривающая, выходящая из моря») — эпитет богини Афродиты, рождающейся из морской пены и выходящей на сушу, и иконографический тип её изображения в этот момент.
Данная иконография прославилась во времена Античности благодаря несохранившейся картине Апеллеса и неоднократно повторялась мастерами последующих эпох. Варианты её названия: Афродита Анадиомена, Венера Анадиомена, Рождение Венеры, Venus Marina.

## Сюжет мифа

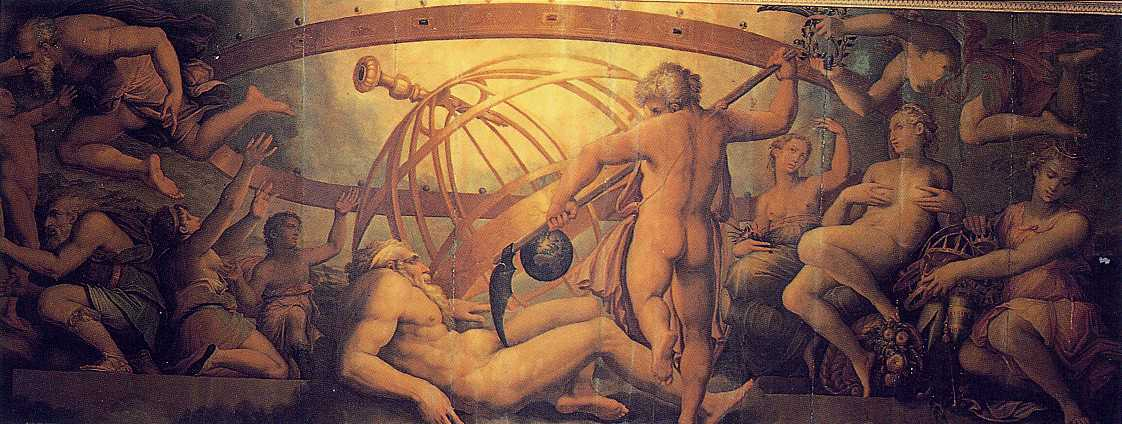
«Оскопление Урана Кроном». Джорджо Вазари и Жерарди Христофано

Рождение богини Афродиты, согласно одному из древнегреческих мифов, было необычным: оно случилось, когда Гея, богиня земли, устав от измен своего супруга Урана, попросила младшего сына Кроноса облегчить свою судьбу. Тот оскопил отца серпом. Схватив отрезанные гениталии левой рукой (с которой с тех пор связаны плохие предзнаменования), он зашвырнул их вместе с серпом в море близ мыса Дрепан. Плодоносная сила Урана была настолько велика, что от капель крови, упавших на землю, родились эринии, гиганты и мелии (нимфы ясеня), а от капель крови (вариант — крови в сочетании семенем), упавших в море — богиня Афродита.
Таким образом, произошло девственное зачатие в патриархальном варианте: кровь Урана, в тот момент ещё бывшего верховным богом, попав в море, образовала белоснежную пену, из которой появилась на свет Афродита. Отсюда её эпитет — Пенорожденная, и даже, согласно одной из версий этимологии, само имя — от др.-греч. ἀφρός — «пена»).

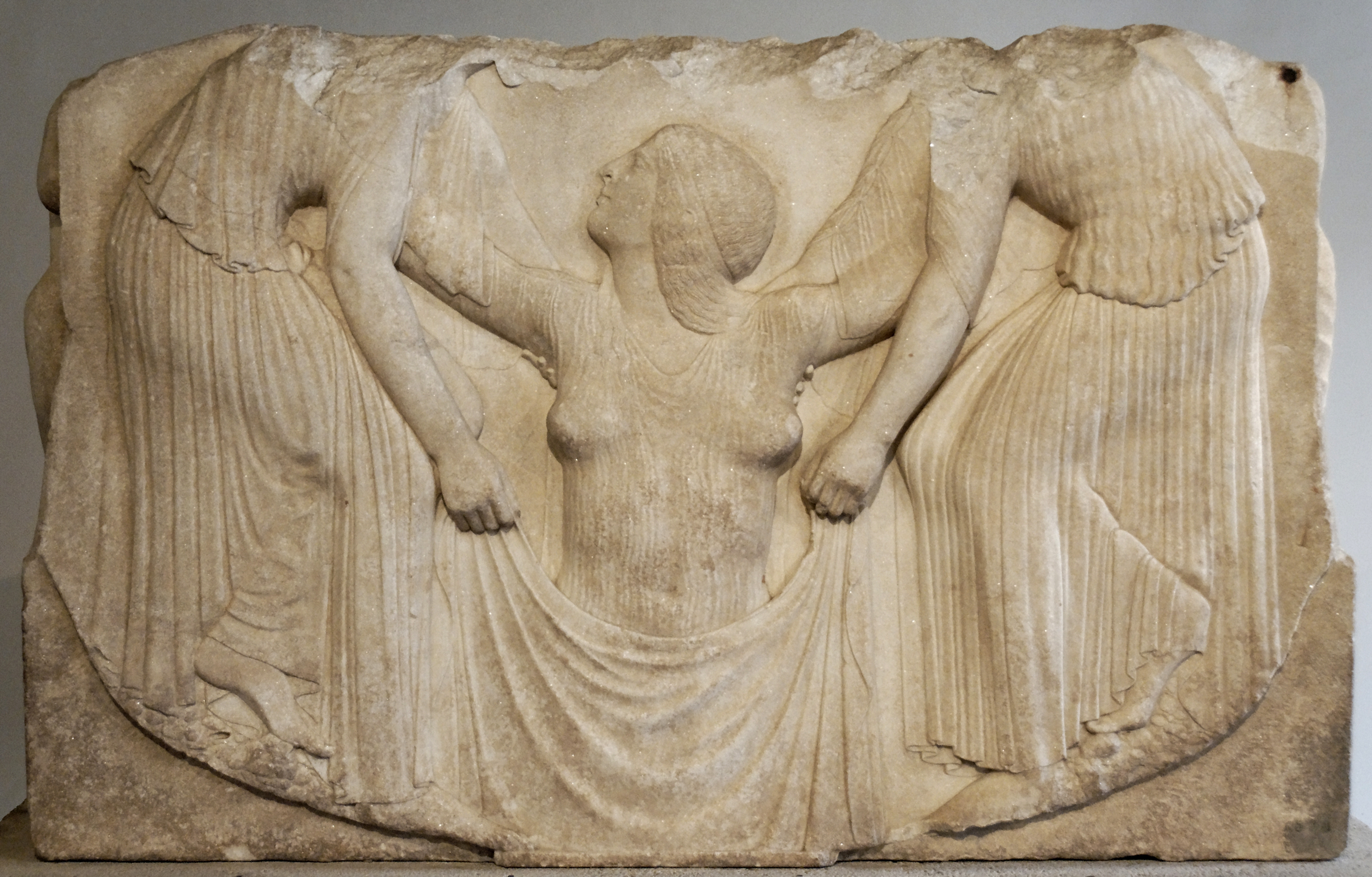
Служанки Афродиты помогают ей подняться из моря. «Трон Людовизи», ок. 470—460 до н. э.

Богиня возникла из морской пены обнажённой и на раковине (античном символе вульвы), добралась до берега. Там, где ступала Афродита, вырастали травы и цветы:

Около острова Киферы родилась Афродита, дочь Урана, из белоснежной пены морских волн. Лёгкий, ласкающий ветерок принес её на остров Кипр. Там окружили юные оры вышедшую из морских волн богиню любви. Они облекли её в златотканую одежду и увенчали венком из благоухающих цветов. Где только ни ступала Афродита, там пышно разрастались цветы. Весь воздух полон был благоуханием.
— Николай Кун. «Легенды и мифы Древней Греции»

## Иконография

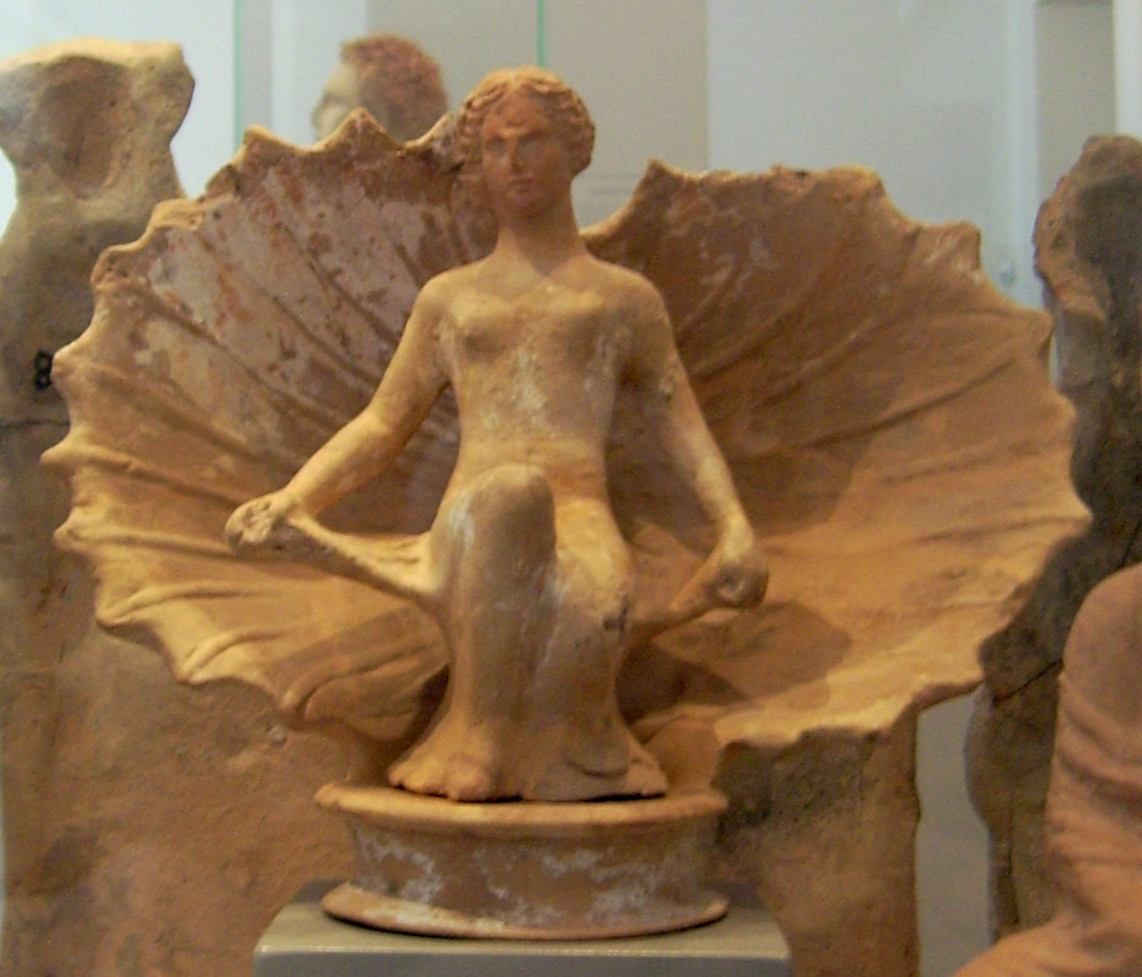
Терракотовая статуэтка

Иконографический тип изображения рождающейся Афродиты включал, таким образом, следующие элементы, которые могли использоваться в различных комбинациях:
- обнажённая богиня;
- морское побережье, вода, волны, пена;
- выжимание богиней своих мокрых волос;
- ракушка — одновременно средство передвижения и символ вульвы, то есть рождения и любви (ср. йони);
- атрибуты морской стихии — напр. дельфины, нереиды;
- помощники богини — служанки, оры, хариты, ветра (Борей, Зефир, проч.), купидоны.

## Античные Анадиомены

### Картина Апеллеса

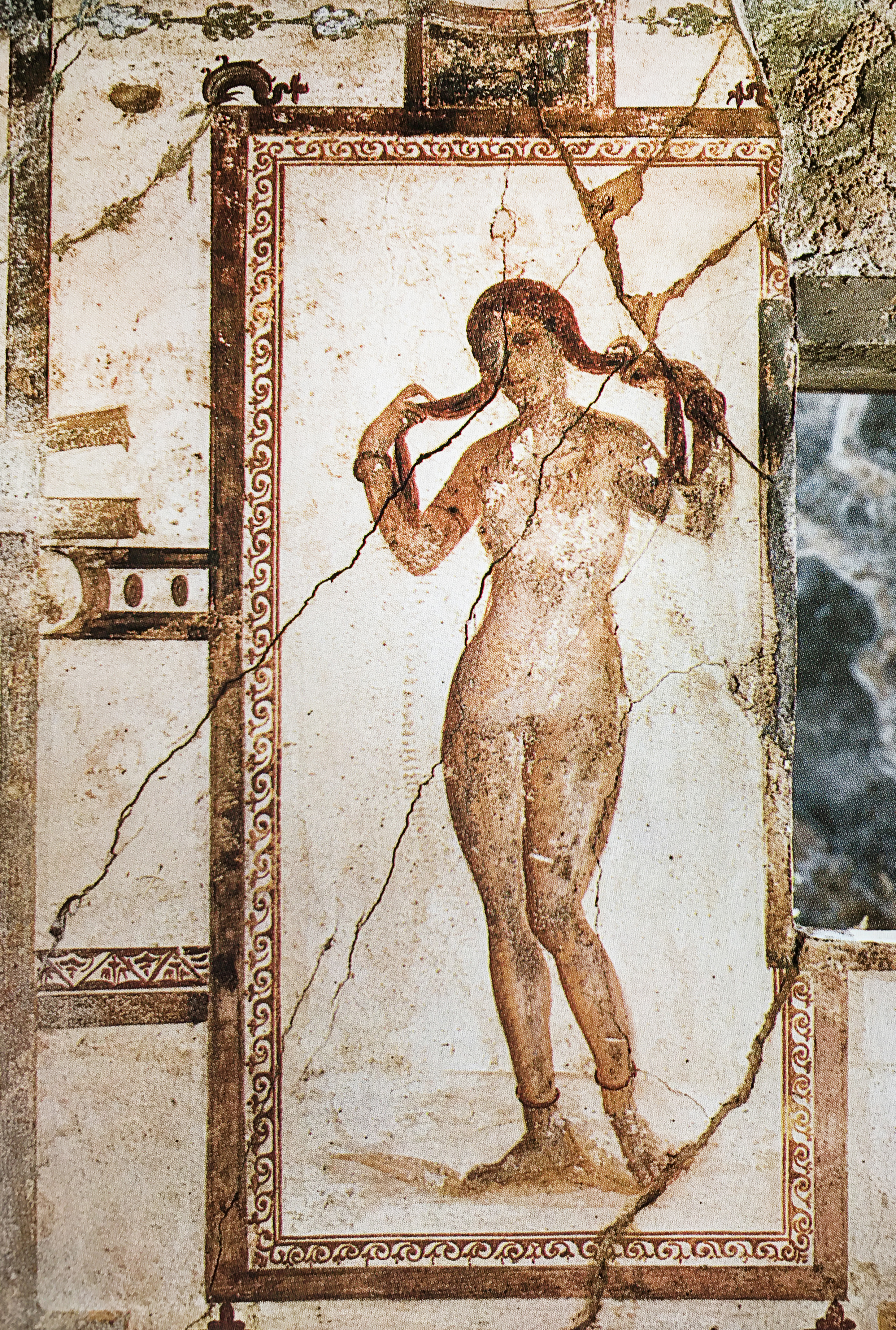
Помпейская фреска, Афродита Анадиомена

«Венера Сиракузская»

Картина Апеллеса, написанная на сюжет рождения Афродиты (IV в. до н. э.), не сохранилась. Известна по описанию в «Естественной Истории» Плиния Старшего, кн. 35. Работа пользовалась невероятной славой и вызвала множество подражаний в искусстве эллинизма.

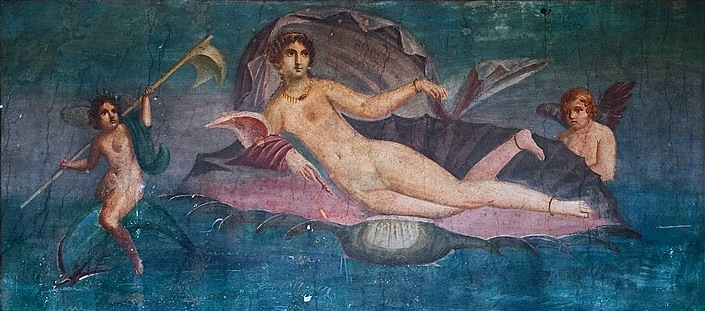
Афродита Анадиомена, фреска из Помпей

История создания художником полотна связана с именами двух женщин — Фрины и Кампаспы. Фрина была прославленной гетерой, натурщицей Праксителя. Она была знаменита своим великолепным телом, но увидеть её в обнажённом виде было практически невозможно, за исключением праздника Посейдона в Элевсине. В этот день она раздевалась донага и, распуская волосы, входила в море. Как рассказывал Афиней, именно это зрелище подсказало художнику сюжет картины. Некоторые считают, пишет Плиний, что саму богиню Апеллес писал не с Фрины, а со своей рабыни Кампаспы, подаренной ему Александром Македонским.
Источники описывают картину так: новорожденная богиня, выходя из волн, отжимала волосы.
«Афродита Анадиомена» считалась лучшим произведением Апеллеса. Она находилась на острове Кос, в храме Асклепия Асклепионе. Около рубежа нашей эры её приобрел император Август, простив жителям острова налогов на сумму в 100 талантов. Он поместил её в Риме, в храме Юлия Цезаря.
К этому времени картина была уже повреждена в нижней части, но за реставрацию её никто не брался. Нерон заменил погибающее произведение одной из работ мастера Доротея.
Великий искусствовед XX столетия Эрнст Гомбрих считал «Афродиту Анадиомену» не только главной картиной Апеллеса, но и произведением, предопределившим пути развития европейского искусства. Одну из своих самых известных книг, посвящённых живописи эпохи Возрождения, Гомбрих так и назвал — «Апеллесово наследство».

### Фрески

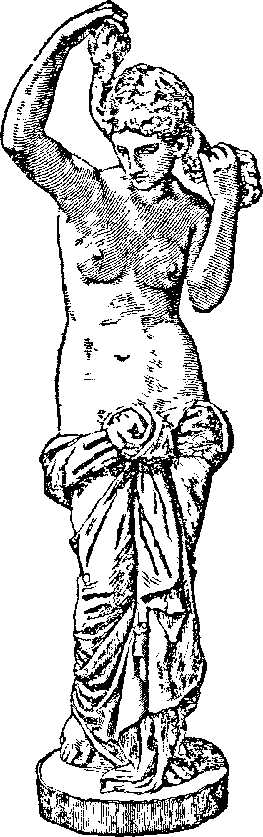
«Афродита Анадиомена», Ватиканские музеи

Сохранившаяся живопись с изображением сюжета Venus Marina дошла до нас благодаря росписям помпейской виллы  Архивная копия от 3 августа 2007 на Wayback Machine.

### Вазопись
На краснофигурной вазе более раннего периода богиня предстаёт появляющейся непосредственно из створок ракушки  Архивная копия от 15 ноября 2012 на Wayback Machine.

### Скульптуры
- Венера Сиракузская — статуя, представляющая богиню, выходящую из воды, хранится в Сиракузском Археологическом музее. Венеру сопровождает дельфин (отбит), а складки одежд подобны раковине. (Иногда статую также называют Venus Landolina по имени обнаружившего её в развалинах сицилийского нимфея археолога Саверио Ландолина. II в. н. э.[8][9]
- Венера Киренская — статуя Афродиты Анадиомена из Кирены[10], нагую богиню сопровождает дельфин. Фигура из Национального музея Рима представляет собой копию более ранней эллинистической статуи[11].
- Венера с поздней галлоримской виллы, Лувр[12]/ Повторение мотива богини, выжимающей волосы.
- ещё торс[13], ещё статуя в Лувре[14].
- Афродита Анадиомена, Рим (Aphrodite Chiaramonti)[15].
- Рождение Афродиты. Коптский рельеф IV в. н. э. в Лувре[16]
- Трон Людовизи

## Ренессансные Анадиомены

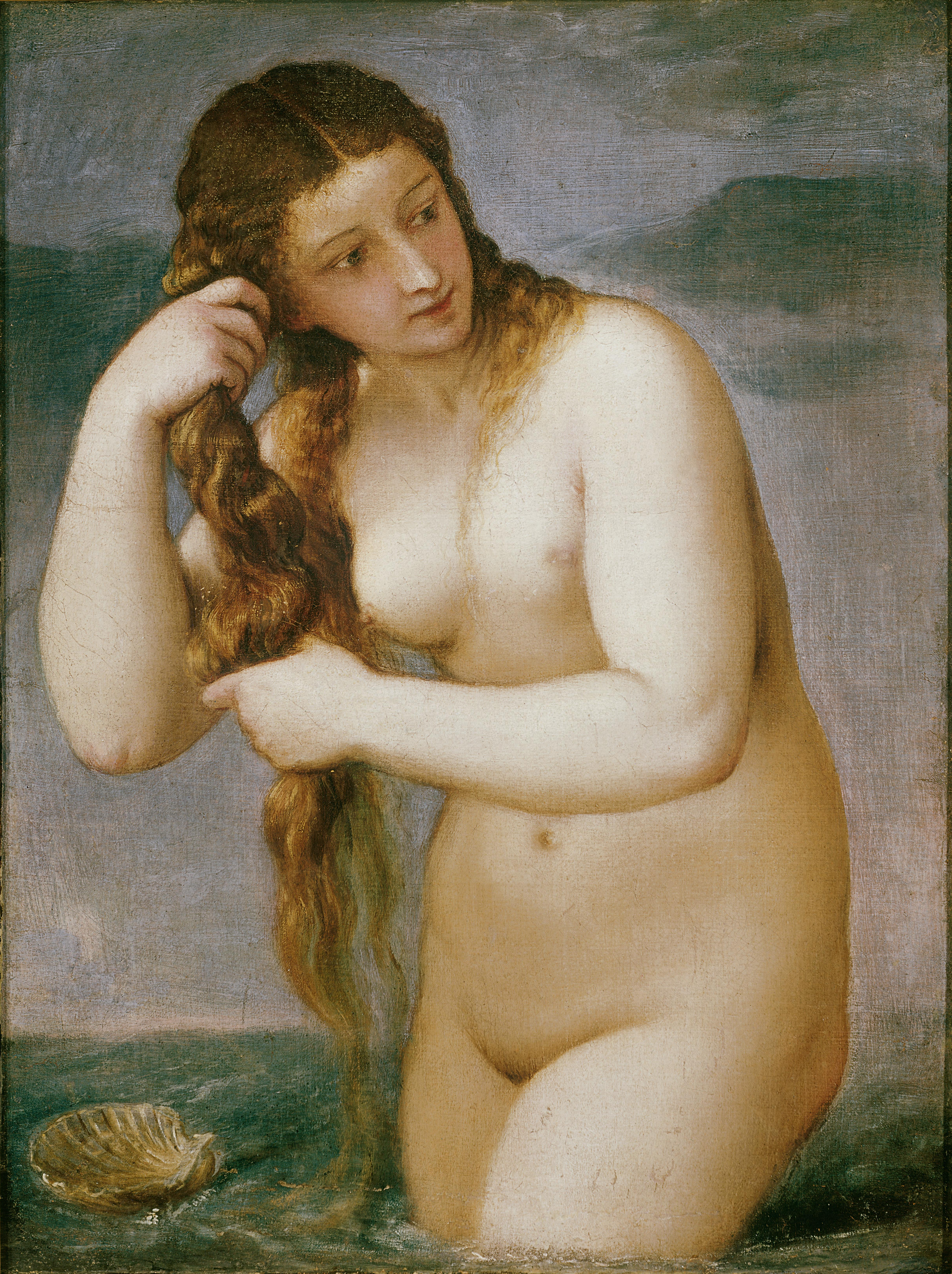
Тициан. «Венера Анадиомена», ок.1525, Национальная галерея Шотландии, Эдинбург

Ренессансные художники тщательно читали описания произведений искусства, оставленные античными писателями, и исследовали сохранившиеся образцы. Обращение этого материала — один из главных признаков эпохи Возрождения, поэтому ничего удивительного в том, что итальянские мастера пытались создавать свои варианты самой знаменитой картины Древней Греции:
- Картина Сандро Боттичелли «Рождение Венеры», (ок. 1485, Уффици, Флоренция) оказалась самым знаменитым вариантом. Художник соединил в ней абсолютно все атрибуты сюжета, известные по источникам. Подробнее см.: Рождение Венеры (картина Боттичелли).

Более лаконичными в использовании атрибутики оказались другие мастера, более буквально следовавшие описанию Плиния, в котором не упоминается раковина. Их работы изображают просто женскую фигуру, отжимающую волосы:
- 1516 — мраморный рельеф Антонио Ломбардо «Венера Анадиомена» из Уилтон-Хауса (Музей Виктории и Альберта)
- ок. 1525 — полотно Тициана «Венера Анадиомена» (Национальная галерея Шотландии, Эдинбург)
- XVI в. — фонтан «Венера», Джамболонья[17], школа Джамболоньи: вода стекает с волос богини (Национальная Художественная Галерея, Вашингтон[18].
- Работы Рубенса[19][20].

## Афродита Анадиомена в Новое время
Рокайльные произведения на эту тему были сдержанными — бёдра богини обычно драпировались, присутствовали купидоны и проч.:
- ок.1750 — «Рождение Венеры» Франсуа Буше (Коллекция Уоллас, Лондон)

Классицизм и академизм XIX в. был более откровенен в трактовке ню и не отвлекали от женского тела чрезмерной атрибутикой:
- 1835 — Теодор Шассерио написал «Венеру Анадиомену»
- 1848 — Энгр закончил свою «Венеру Анадиомену», которая стала одной из самых известных его работ
- 1863 — Александр Кабанель написал своё «Рождение Венеры» опираясь на недавно открытую помпейскую фреску того же сюжета (см.фото выше). Картина была показана на Парижском Салоне 1863 г., пользовалась успехом и была куплена Наполеоном III для своей личной коллекции.
- 1868 — рисунок Бёклина[21]
- ок.1870 — Густав Моро[22], акварель и гуашь.
- 1879 — Уильям-Адольф Бугро создаёт «Рождение Венеры», перееосмысляя композицию Боттичелли.

В конце XIX века наступает реакция на слащавость академизма и его любовь к этой теме. Артюр Рембо создаёт свои сатирические стихи «Венера Анадиомена», в которых выпячивает женскую физиологичность.
- 1907 — Пабло Пикассо перетолковывает тип Анадиомены в центральной фигуре своего полотна «Авиньонские девицы» — модернистской деконструкции привычной иконографии, родоначальницы кубизма .
- 1912 — Одилон Редон, символист и член группы Наби пишет пастелью «Венеру Анадиомену», целиком помещая её фигуру внутрь ракушки. Второй вариант, профильный[24].
- 1922 — «Венера Анадиомена», Джордж Сэбба (Georges Sabbagh), изображает женщину в закрытом купальном костюме 1920-х гг., выходящую из моря (осовременивание сюжета)[25]
- скульптуры: Уильям Стори[26], Пол Меншип[27].

### Галерея

#### Картины

Сандро Боттичелли, «Рождение Венеры», 1482-1486 гг., Уффици, Флоренция
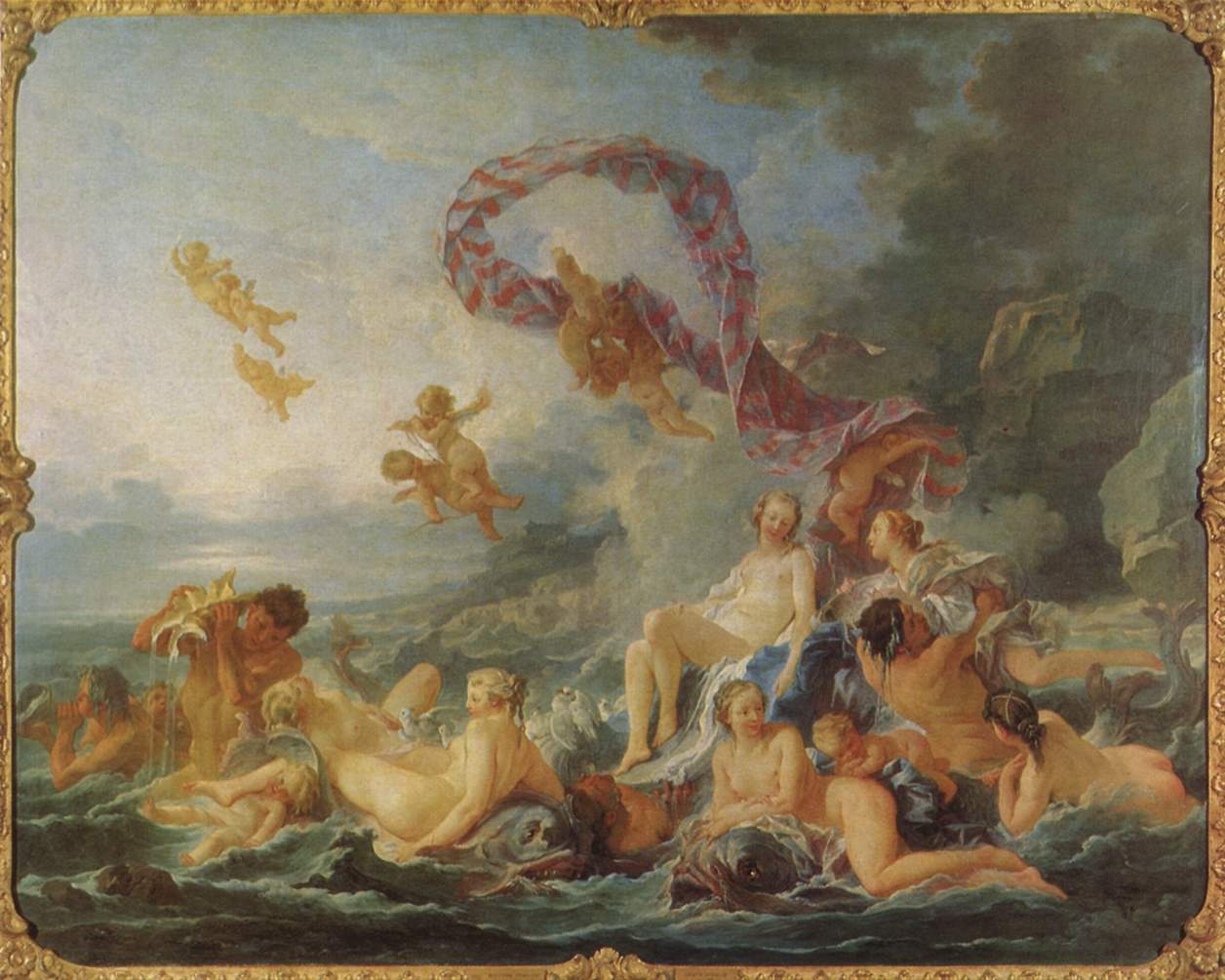
Ф. Буше, «Рождение Венеры», 1740 г.
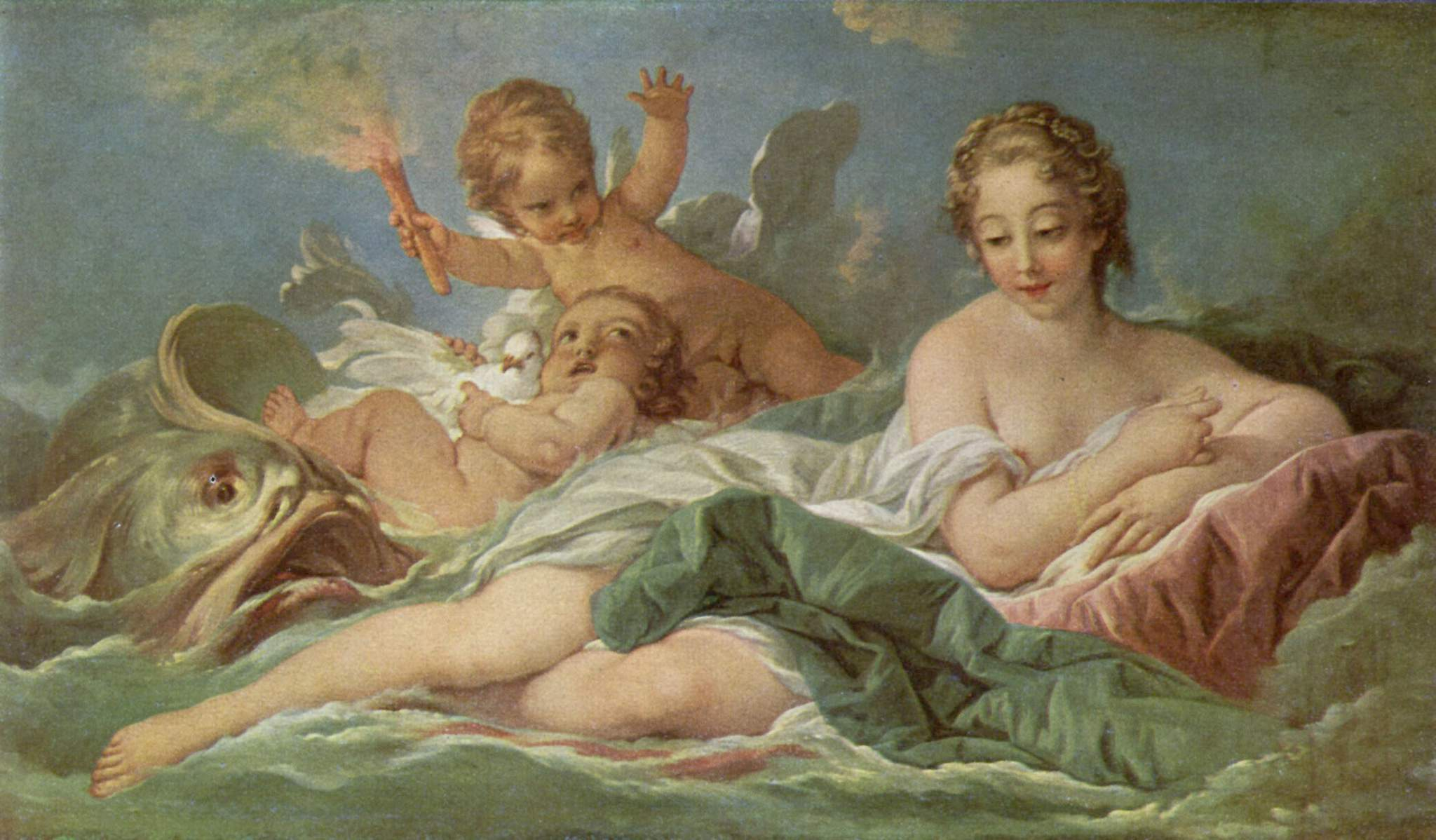
Ф. Буше, «Рождение Венеры», ок. 1750 г.
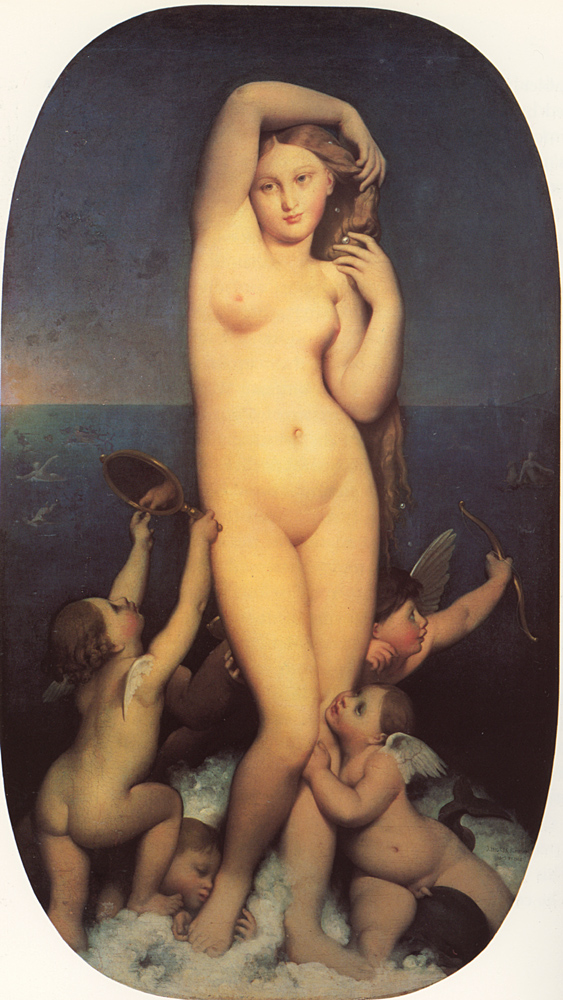
Д. Энгр, «Рождение Венеры», между 1808 и 1848 гг., Музей Конде
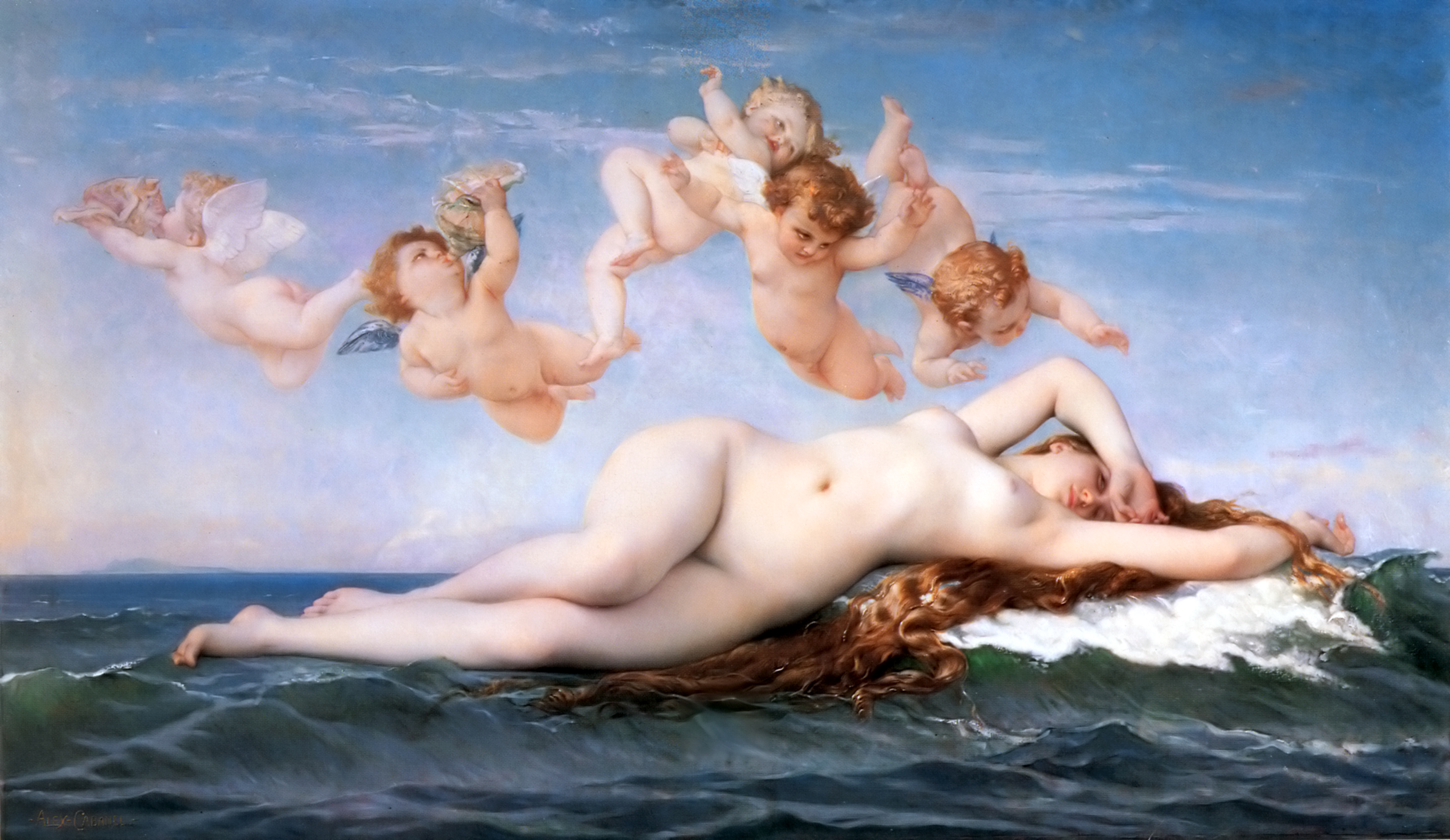
А. Кабанель, «Рождение Венеры», 1865 г., Музей Орсе
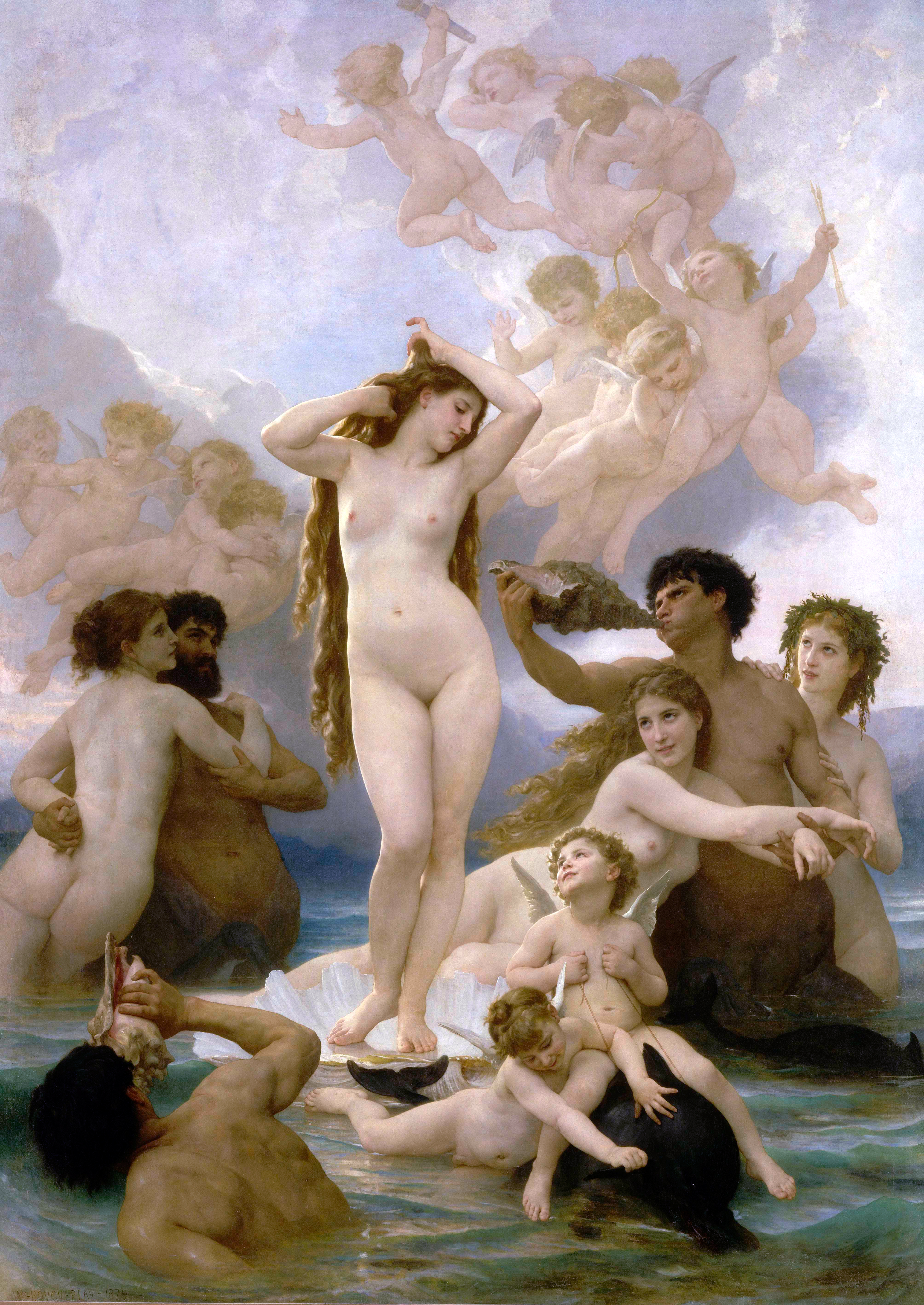
В. Бугро, «Рождение Венеры», 1879 г.
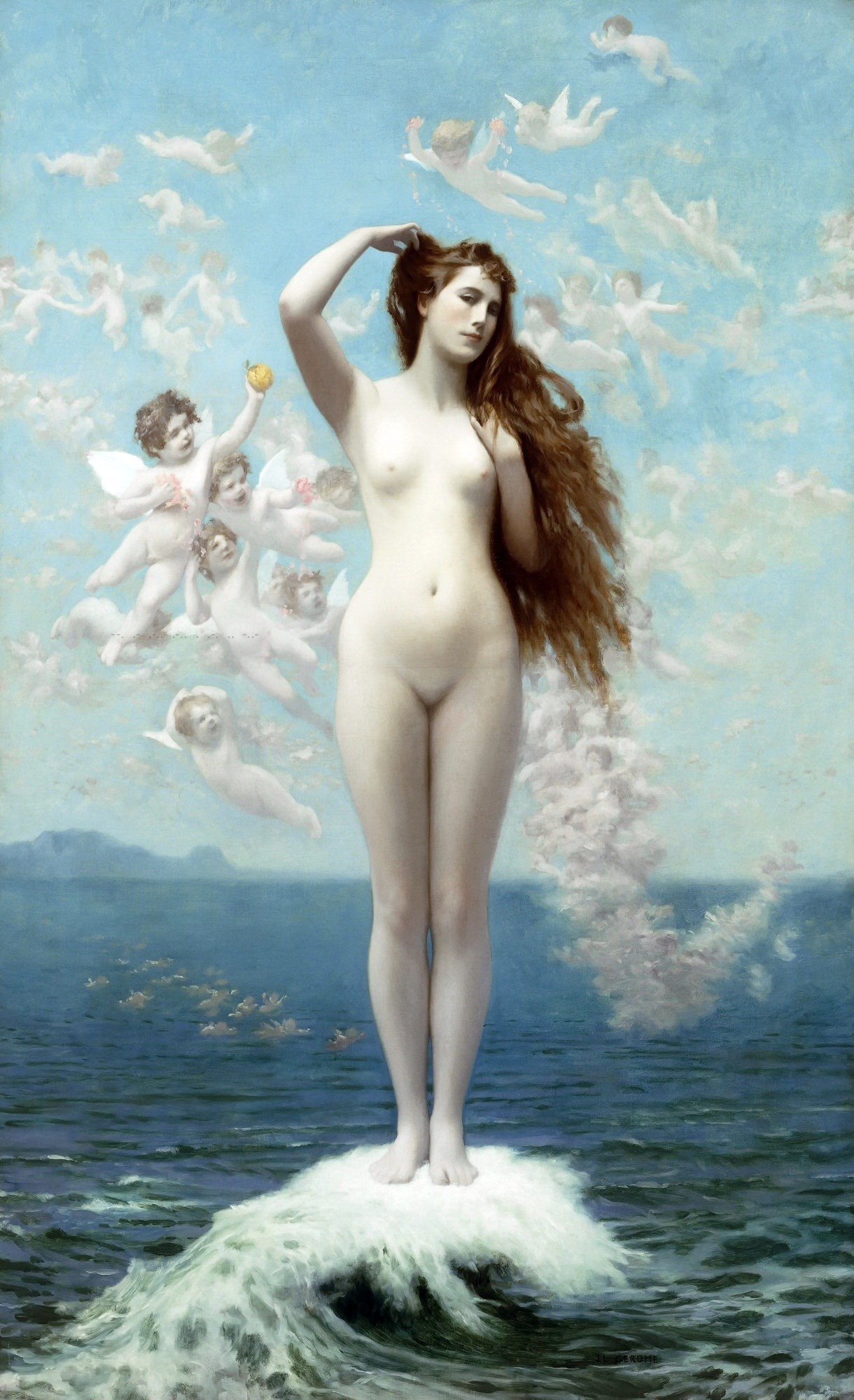
Жан-Леон Жером, «Рождение Венеры», 1890 г.
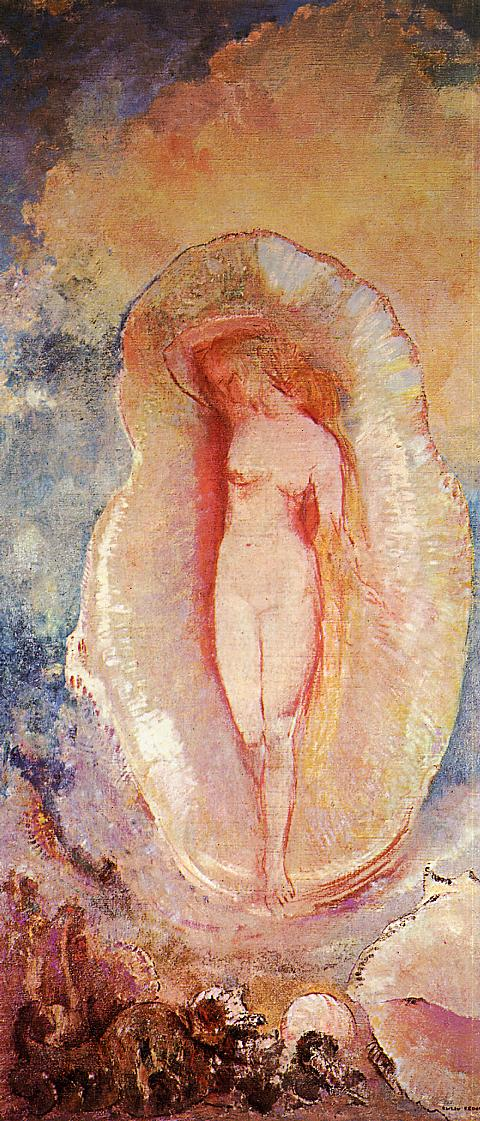
Одилон Редон, «Рождение Венеры», 1912 г.
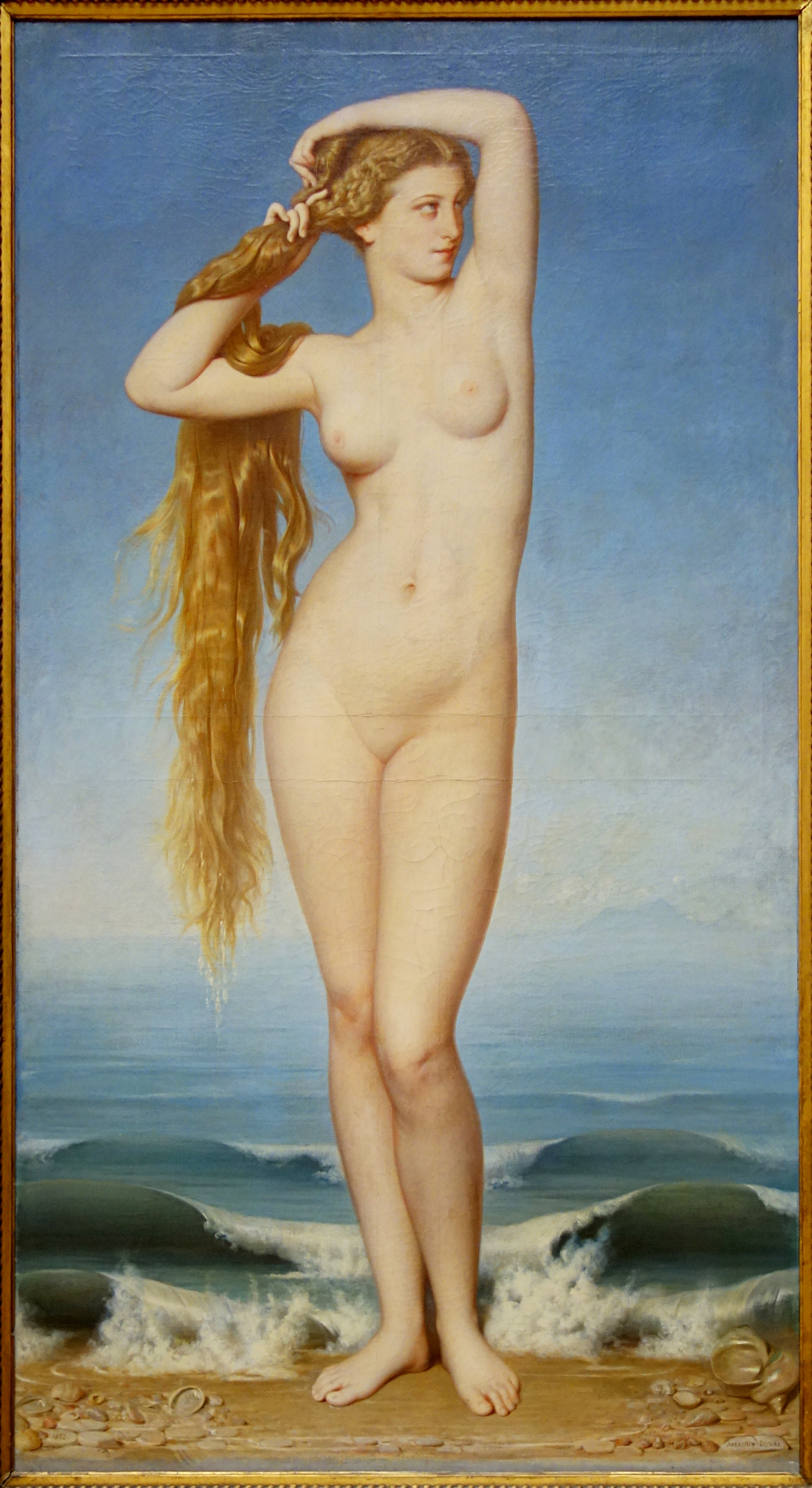
Э. Амори-Дюваль, «Рождение Венеры»
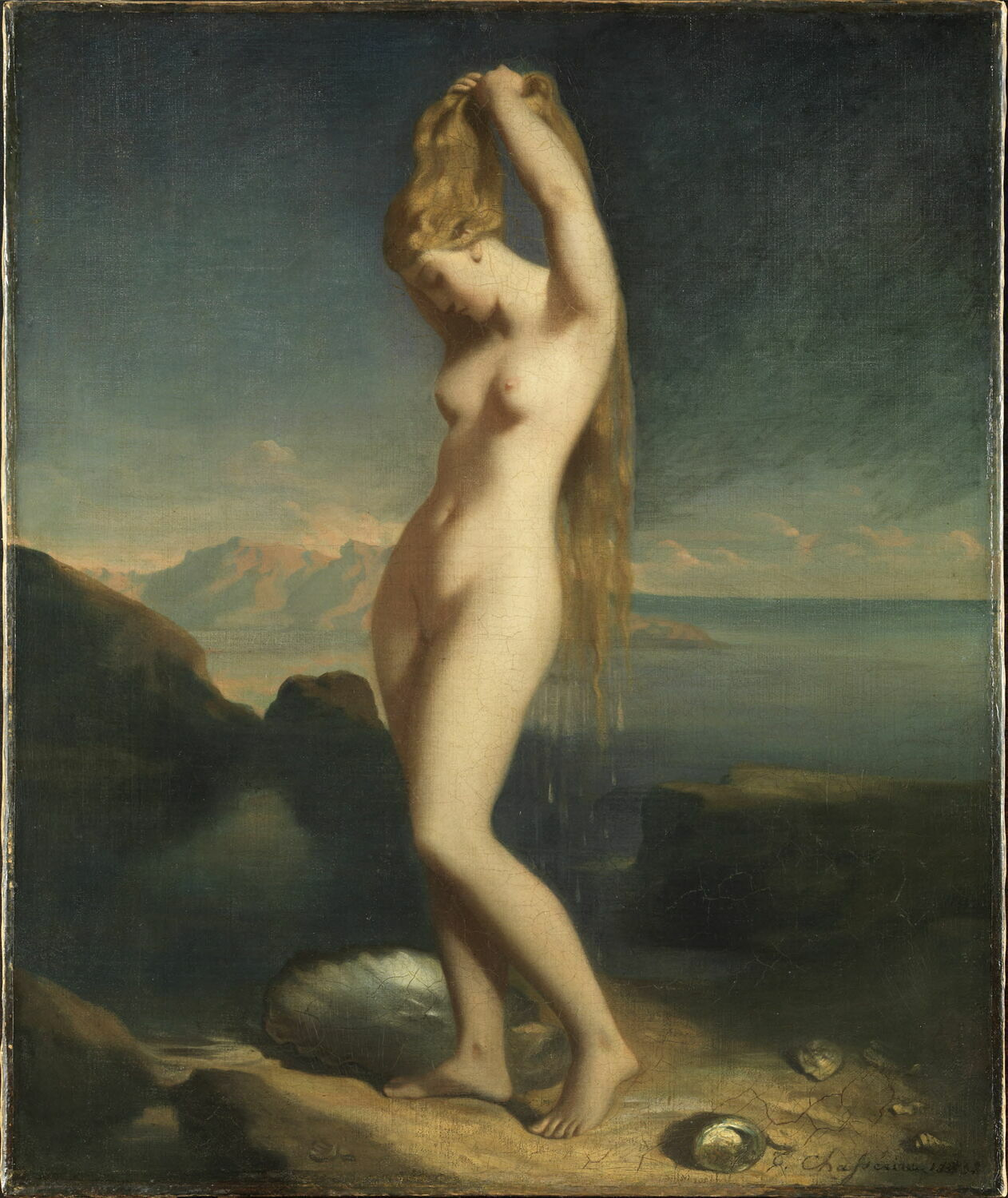
Т. Шассерио, «Венера Анадиомена»
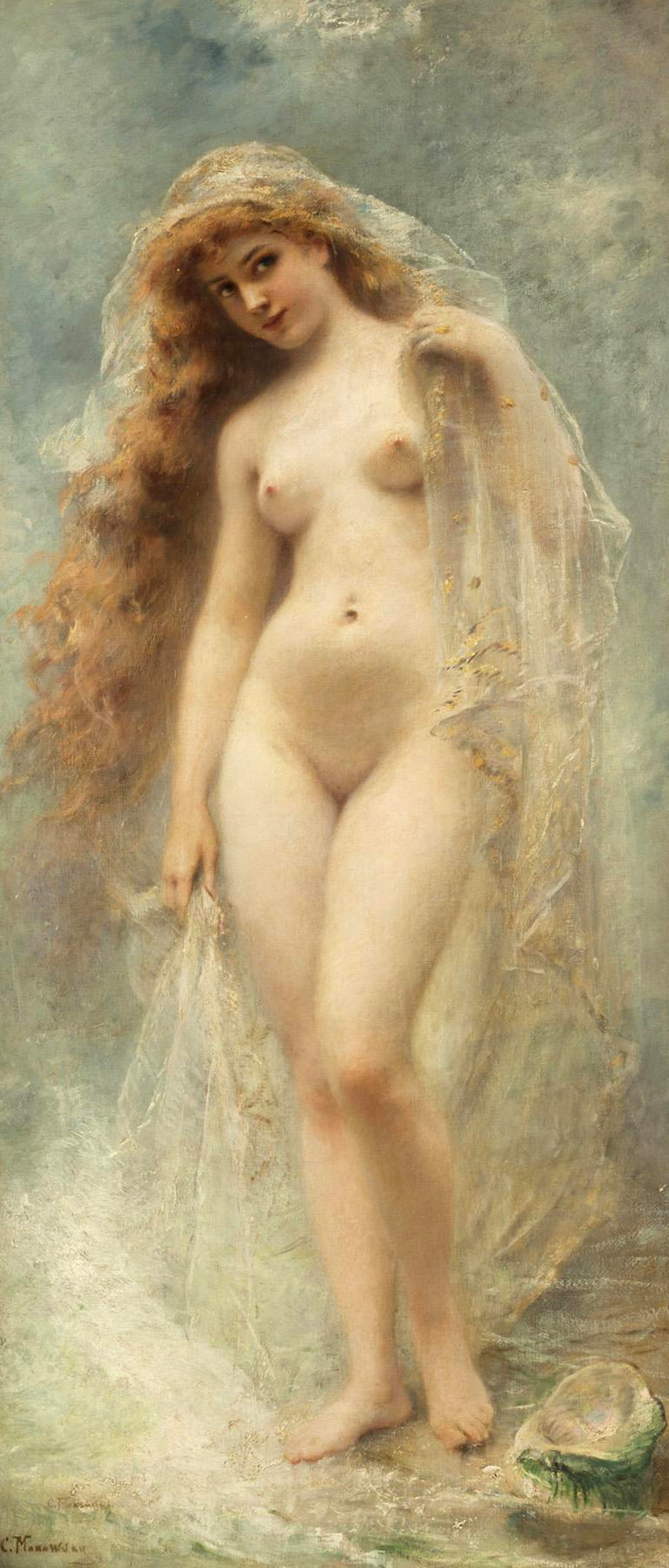
К. Е. Маковский, «Рождение Венеры»

#### Скульптурные изображения

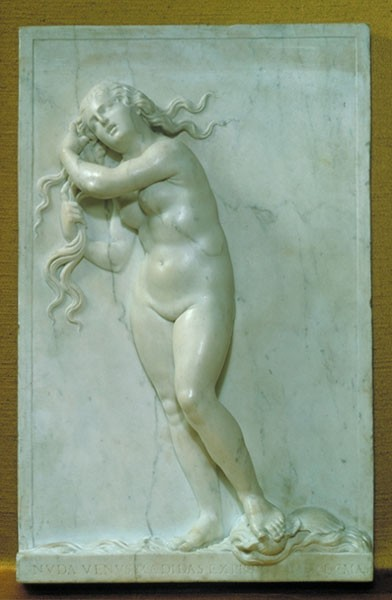
Антонио Ломбардо, «Венера Анадиомена»

## В поэзии
- «Рождение Киприды» — Аполлон Майков
- «Рождение Афродиты» — Жозе-Мария де Эредиа
- «Рождение Афродиты» — Поль Валери
- «Венера Анадиомена» — Артюр Рембо
- «Рождение Венеры» — Райнер Мария Рильке
- «Анадиомена» — Ангелос Сикельянос